# Kozmopolita élőlény
A kozmopolita élőlények meghatározott ökológiai feltételek mellett többé-kevésbé az egész Földön elterjedtek.
A fogalom nem tévesztendő össze az ubikvista vagy társulásközömbös, illetve a generalista, euriöcikus vagy euriők, azaz tág tűrésű, sem pedig az idegenhonos élőlényekkel. A kozmopolita fajok nagy része meghatározott azonos életfeltételeket biztosító élőhelyekhez ragaszkodik (például a vízinövények). Egy-egy faj nagy elterjedése ellenére is lehet nagyon ritka egy országon vagy természeti tájon belül (mint például egyes korpafüvek (Lycopodiophyta vagy Lycophyta) Magyarországon), lehet őshonos egy adott régióban (így a Magyarországon őshonos bogáncslepke (Vanessa cardui)), míg behurcolással máshol felléphet inváziós fajként (ilyen hazánkban például a kicsiny gombvirág (Galinsoga parviflora Cav.)).
A kozmopolitizmus görög—latin eredetű szó, ami azt írja le, amikor egy élőlény az azonos környezeti tényezőkkel jellemzett biotópokban a Föld egész területén előfordul. Ilyen értelemben flóraelem-, illetve faunaelem-kategória. Becslések szerint az 1970-es években a Föld néhány „legkozmopolitább” növénye: a pásztortáska, az egynyári perje és a madárkeserűfű volt. Valóban kozmopolitának minősíthető állatfaj csak kevés van, ilyenek a medveállatkák, valamint az egysejtűek köréből kerülnek ki. Kozmopolita továbbá az ágyi poloska és a vándorpatkány.
Az elterjedési terület mérete szerinti csoportosítás másik véglete a természetes állapotukban csak egy adott elterjedési terület (área) határain belül élő endemikus élőlények.

## Növények

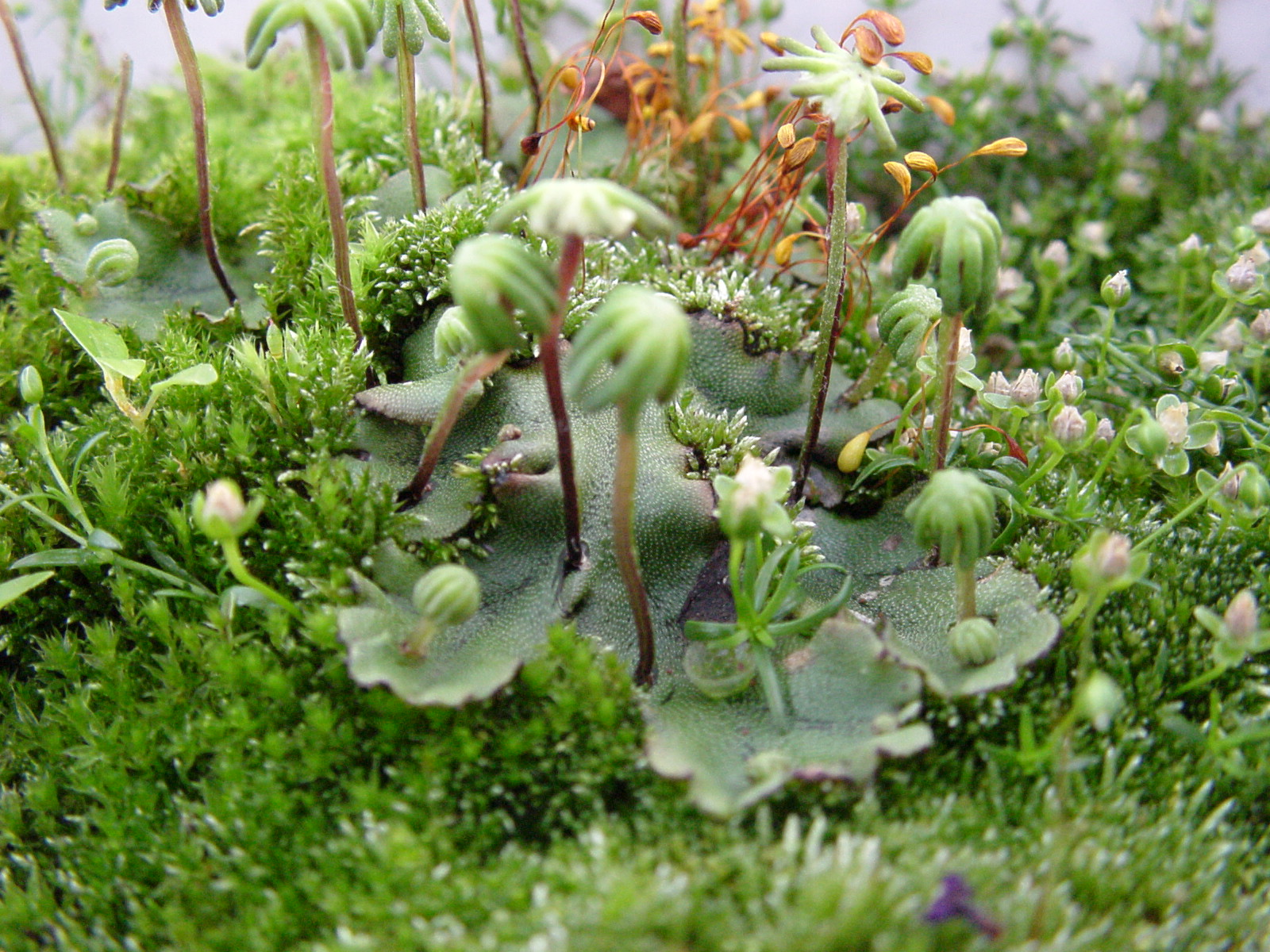
Csillagos májmoha (Marchantia polymorpha)

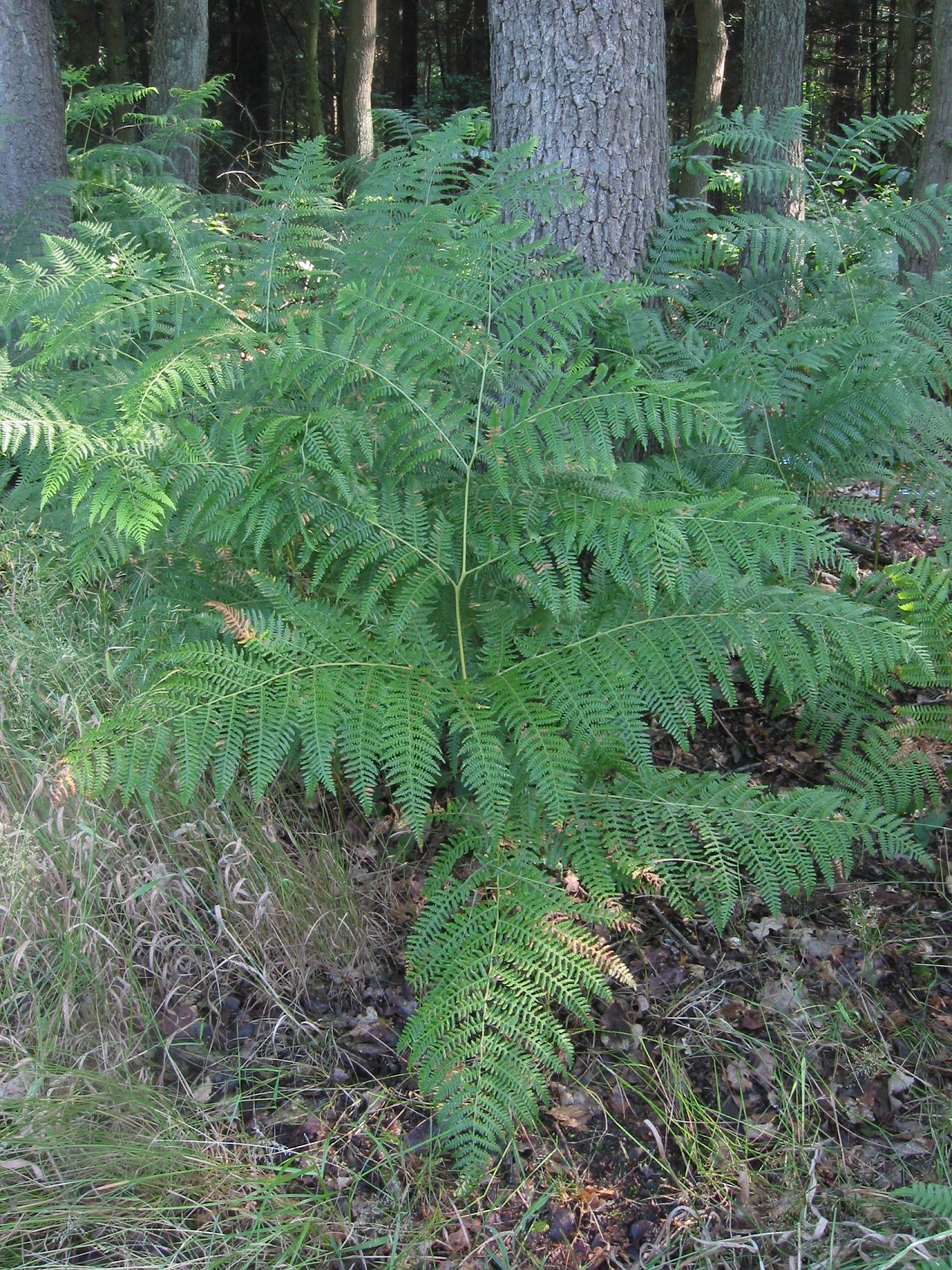
Saspáfrány (Pteridium aquilinum)

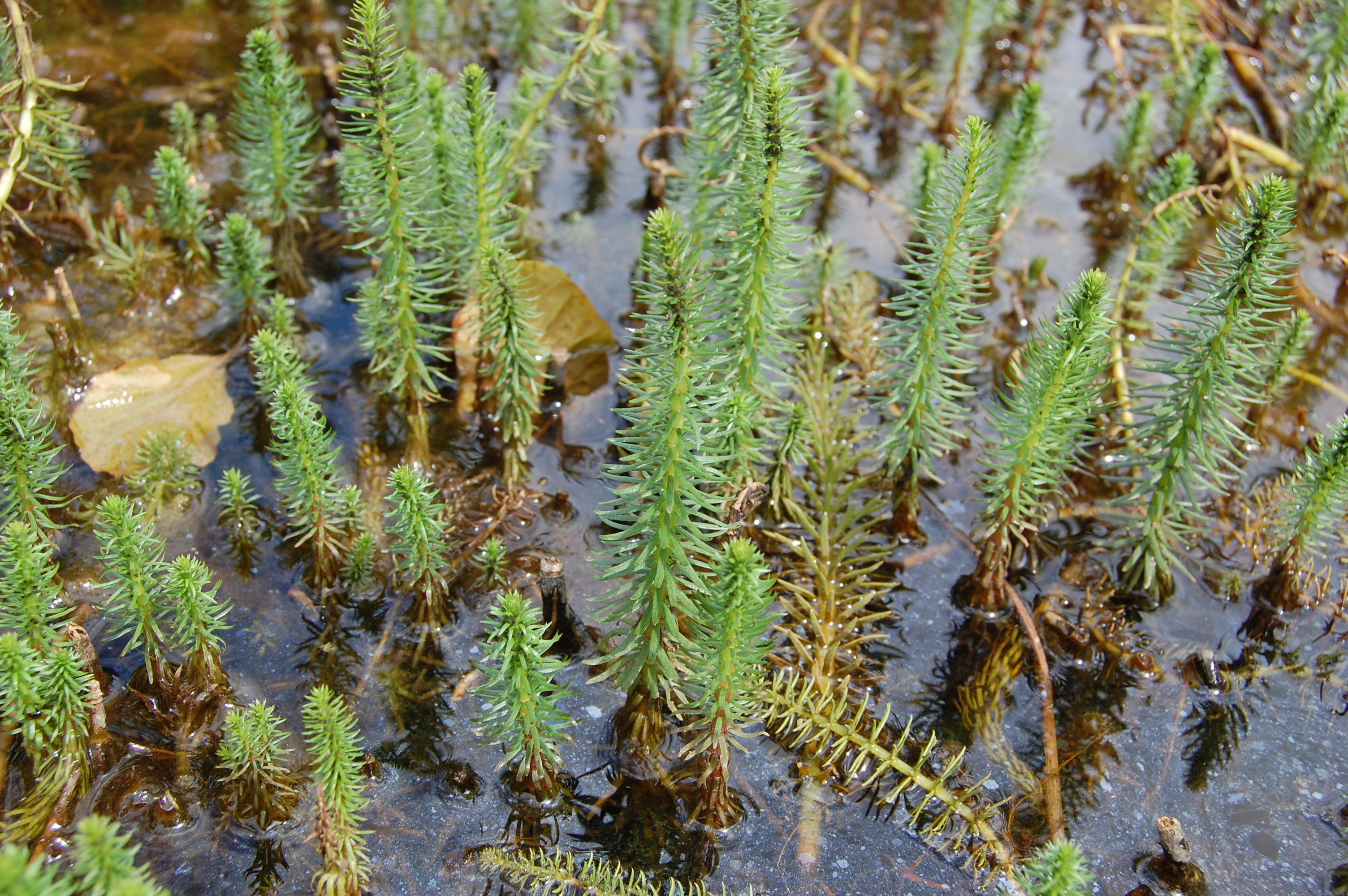
Vízi lófark (Hippuris vulgaris)

- Tipikus kozmopolita virágtalan növények:
  - csillagos májmoha (Marchantia polymorpha),
  - ciprusmoha (Hypnum cupressiforme),
  - saspáfrány (Pteridium aquilinum).
- A vízimadaraknak köszönheti jó terjedőképességét több mocsári és a vízi növény, mint például:
  - vízi lófark (Hippuris vulgaris),
  - sziki káka (Bolboschoenus maritimus).
- Több fajt az ember terjesztett el – szándékosan vagy akaratlanul – a világ legkülönfélébb sarkain. Ilyen például:
  - ragadós galaj (Galium aparine),
  - nyári perje (Poa annua).
- A világszerte megtalálható nemzetségek már többen vannak; ilyen például az aggófű (Senecio). A családok között kimondottan sok a kozmopolita. Ilyen virágos növények:
  - szegfűfélék (Caryophyllaceae)
  - pillangósvirágúak (Fabaceae).

## Állatok
- Közönséges gömbászka (Armadillidium vulgare)
- Sörtésállatkák (Gastrotricha)
- Fonálféreg (Plectidae)
- Heringcápafélék (Lamnidae)
- Ember (Homo sapiens)

## További információ
- Élőlények globális megfigyelései az iNaturaliston